# Scelolophia exanimaria
Scelolophia exanimaria là một loài bướm đêm trong họ Geometridae.